# Mahdi-felkelés

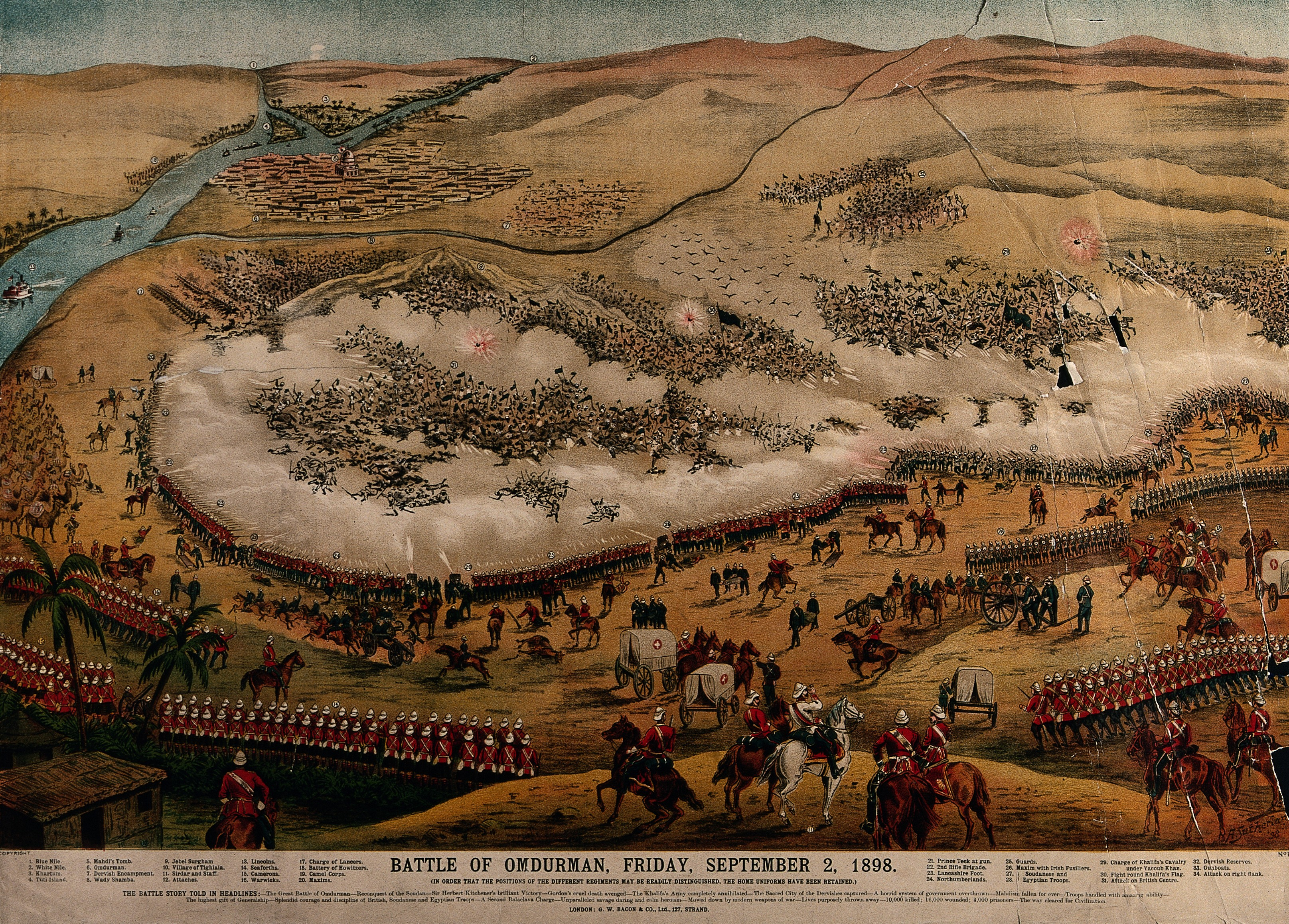
Az omdurmáni csata 1898. szeptember 2.

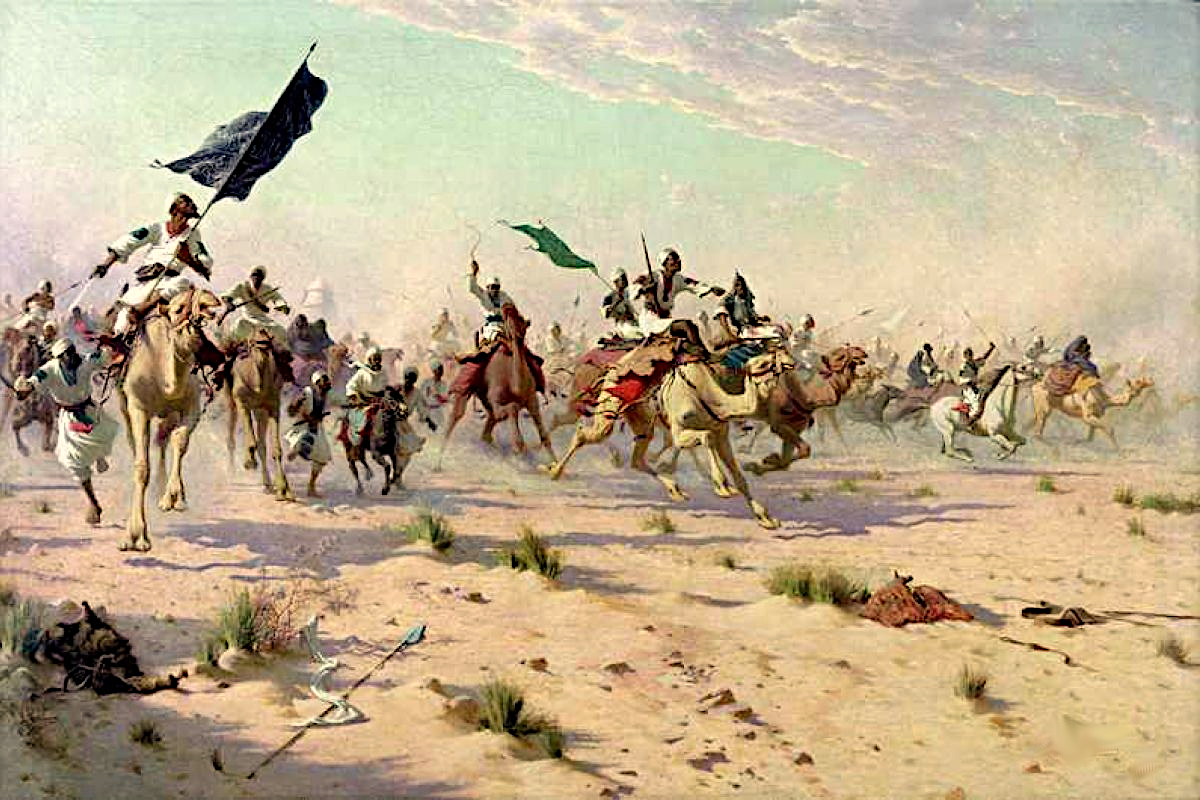
Robert Kelley: Mahdisták az omdurmáni csatában

A Mahdi-felkelés a Mahdi által Szudánban kirobbantott dzsihád (szent háború) volt 1882–1898 között az egyiptomi-brit uralom ellen.

## Szudán meghódítása

### A történelmi körülmények
Szudán 1830 óta egyiptomi-török igazgatás alatt állt az egyiptomi alkirályok fennhatósága alatt, akik a 19. század elejétől igyekeztek befolyásuk alá vonni ezt az etnikailag és vallásilag változatos területet. A törökök természetesen már tettek kisebb-nagyobb kísérleteket erre, amikor a 16. században elfoglalták Egyiptomot. I. Szelim 1517-ben elrabolt magyar és bosnyák fiúkból nevelt janicsárokból álló egységeket küldött Szudánba, akikből kialakultak a magyarabok. Mahdi felkelőinek is számos magyarab harcosa volt.
Az Észak-Afrikát jellemző arab-iszlám befolyás itt találkozott a feketeafrikai animista nilota törzsekkel.
Egyiptom ugyan még hivatalosan az Oszmán Birodalom része volt, de Muhammad Ali dinasztiája alatt viszonylagos függetlenséget élvezett. A Nílus mentén az egyiptomi csapatok egyre délebbre nyomultak. 1871-ben elérték a közép-afrikai tavakat. Szudán meghódításának fő oka az egyiptomi alkirályok seregének növekvő emberigénye volt a mamelukok, a vahhabiták és később a Szíria elleni harcokban. Szudán meghódítása után ezért rögtön elkezdték az egyiptomi sereg részére összefogdosni a fekete lakosokat. Az egyiptomi hódítás további célja volt az ország felső-nílusi részén található nyersanyagforrások (elefántcsont, gumiarábikum, ásványkincsek) kiaknázása, Kordofán és Dárfúr környékének elfoglalásával a Nyugat- és Közép-Afrikából Szudánon keresztül haladó kereskedelmi karaván útvonalak ellenőrzése, mivel Muhammad Ali nyugati mintára törekedett átszervezni országát. Az egész földet az egyiptomi kormány tulajdonává nyilvánították és pénz, valamint természetbeni adók fejében nagybirtokosoknak, törzsfőknek és parasztoknak adták bérbe.
Iszmail pasa kedive uralkodása (1863-1879) idején Egyiptom államadóssága jelentősen növekedett az államigazgatási reform, az erőltetett építési tevékenység, valamint az elhibázott pénzügyi politika miatt. 1869-ben Samuel Baker kapta a megbízást a kedivétől, hogy Equatoriában (Dél-Szudán) vessen véget a rabszolga-kereskedelemnek, és nyissa meg a kereskedelmi utakat az európaiak előtt.
Egyiptom pénzügyi csődjéhez mindenekelőtt a Szuezi-csatorna építésében való részvétel vezetett. Az 1875-ben bekövetkezett államcsőd után brit vezetés alatt az egyiptomi pénzügyeket nemzetközi ellenőrzés alá helyezték. Az egyiptomi kormány az európai nagyhatalmak befolyására az 1870-es években európai hivatalnokokat küldött Szudánba. Nekik kellett az elfoglalt területen a változásokat megszervezni és a rabszolgakereskedelmet megszüntetni.

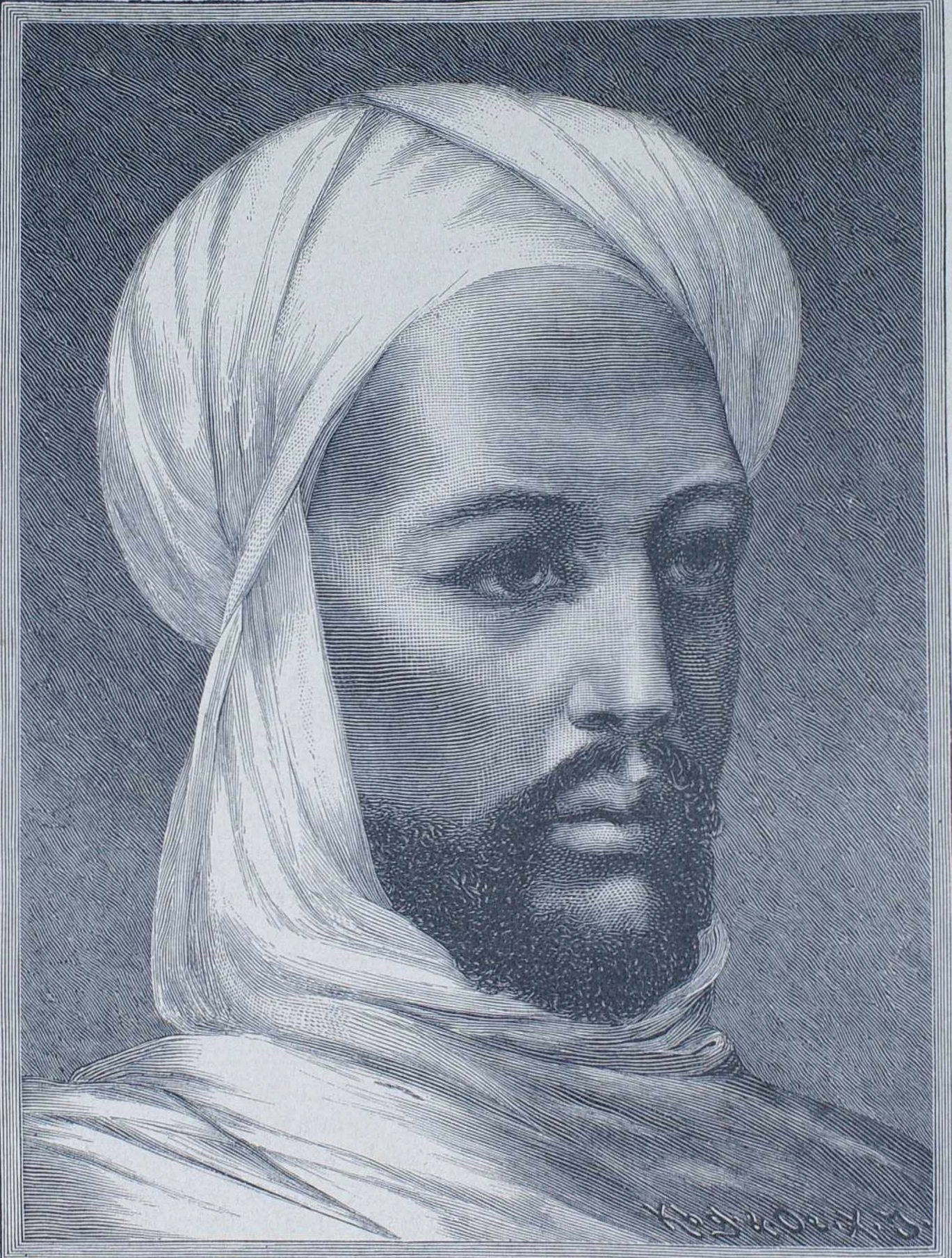
Muhammad Ahmad al-Mahdi, a szudáni vallási vezető, 1881 júniusában messiássá (mahdi) nyilvánította magát és szent háborút hirdetett az egyiptomi-brit uralom ellen

1877-ben Charles George Gordon (Gordon pasa) lett a főkormányzó. Gordon a rabszolga-kereskedelem elleni harc ürügyén az egyiptomi uralom közvetett felszámolásának politikáját folytatta a brit birodalom érdekében. A rabszolgaságot teljesen persze ő sem tudta legyőzni. 1879-től Egyiptomban a nemzetközi pénzügyi kontroll ellen bontakozott ki az Urabi-mozgalom. Iszmail kedive nem tett sokat a lázadás ellen, mert azt remélte, hogy így megszabadulhat az európai hatalmaktól. Emiatt 1879. június 26-án a török szultán lemondásra kényszerítette.
A kedive hivatalát a fia, Taufík vette át, aki készséget mutatott a nagyhatalmak kívánságait teljesíteni. 1881 őszén zavargások törtek ki az országban. Erre az új kedive a miniszterelnökét, Riaz pasát menesztette. 1882 februárjában a hadügyminiszterré kinevezett Urabi pasa követelte az európai pénzügyi ellenőrzés megszüntetését. Június 11-én Alexandriában a külföldiekkel szemben erőszakos, véres események történtek. A Szuezi-csatornának mint az indiai gyarmatokhoz vezető legfontosabb közlekedési kapcsolatnak a biztosítására 1882 őszén Nagy-Britannia elfoglalta az országot és leverte az Urabi-mozgalmat. Egyiptom a mozgalom leverése után is angol uralom alatt maradt.
Az Urabi-felkelés idején Szudánban újraéledt a rabszolga-kereskedelem. 1882. december 20-án az egyiptomi hadsereget feloszlatták. A munkanélkülivé vált katonák a szudáni helyőrségekben fellázadtak. Az adók mértéktelen növelése miatt hanyatlani kezdett a mezőgazdasági termelés is, éhínség támadt, a lakosság elmenekült és felkelések robbantak ki. A zavargások odavezettek, hogy Gordon – aki 1880-ban egészségügyi okokból a főkormányzóságról lemondott – és utóda Rauf pasa nem voltak képesek Szudánban a rendet helyreállítani. A nép számára a helyzet mind elviselhetetlenebb lett. Így a Mahdi által hirdetett egyenlőség és vagyonközösség eszméje fogékony táptalajra lelt a tömegek körében.
A felkelés közvetlen kiváltó oka a Mahdi 1881 augusztusában Abbá szigetén elmondott beszéde volt. Erre Rauf pasa megkísérelte a Mahdit letartóztatni. De a két, kiküldött csapatot tőrbe csalták és szétverték. A Mahdi ekkor szent háborút hirdetett. Hadsereget gyűjtött, az ún. Ansart és számos törzsfőnököt megnyert a háború ügyének. Követőinek motivációja sokféle volt: míg az egykor gazdag rabszolga-kereskedők az adókat és az egyiptomiak retorzióit akarták megszüntetni, addig a szegény nép nagy része vallási meggyőződésből követte. 1882 márciusára az addig elszigetelt csetepaték már komoly harcokká fejlődtek. A csatározások központja a Nuba-hegyek vidéke lett, és a mahdista seregek 1883 végére már hatalmukba kerítették csaknem az egész volt Egyiptomi-Szudánt. A felkelők elfoglalták a nyugat-szudáni Kordofán tartományt és annak fővárosát, El Obeidet. Ekkor már az egyiptomi hadsereg szudáni osztagai kivétel nélkül átálltak Mahdi oldalára. 1883 novemberében a kb. 10 000 fős brit haderőt El Obeid melletti csatában megsemmisítették.

### Az el obeidi csata
El Obeid eleste után az egyiptomi alkirály Tawfiq kormánya felismerte a Mahdi-felkelés veszélyét. Mivel az egyiptomi hadsereget az Urabi-felkelés után feloszlatták és az újonnan felállított csapatok a brit szirdar Evelyn Wood főparancsnoksága alatt csak 6000 főt számláltak és alig voltak bevethetőek, az Urabi hadsereg 10 000 emberét kellett reaktiválni. 1883 szeptemberében ezek és minden egyéb rendelkezésre álló egyiptomi katonai egység Suliman pasa parancsnoksága alá kerültek, hogy El Obeidet visszafoglalják. A vezérkari főnök Hicks pasa, brit ezredes volt. 1883. szeptember 9-én indult meg, az időközben parancsnokká kinevezett, Hicks 14 000 egyiptomi katonával a Nílus mentén és vonult Duemig, ahol erődítményt épített, melynek védelmére 2000 embert hagyott hátra. A hadjárat alatt a sereg a mahdisták támadásaitól és vízhiánytól szenvedett és állandóak voltak a dezertálások is. November 1-jén délnyugatról közelítették meg El Obeidet és legyőzték Muhammad Ahmad elővédjeit. Ezt követően Hicks megosztotta előretörő seregét. November 4-én támadó erőit ugyan sikerült ismét egyesítenie, de a hadsereg el volt vágva a vízlelőhelyektől és lőszerkészletét is felhasználta. Az egyesült sereg november 5-én az El Obeid-i csatában megsemmisült. Felszerelése, fegyverzete, benne 36 ágyú, a mahdisták kezére került. Hicks és Szudán főkormányzója elesett a csatában.
1883. december 23-án kapitulált Dárfúr kormányzója, az osztrák kalandor Rudolf Slatin (Slatin pasa) Muhammad Ahmad csapatai előtt. Rudolf Slatin életét az iszlám hitre való áttéréssel mentette meg és évekre fogságba került.
Osman Digna mahdista tábornok egyidejűleg a mahdista sereget Szudán keleti részébe vezette. 1883. november 6-án megverte az egyiptomi csapatokat Tokarnál, amelyek Sawakin angol konzuljának parancsnoksága alatt álltak. Mivel El Obeidnél az összes rendelkezésre álló egyiptomi katonai egységet szétverték és a brit kormány nem vállalkozott újabb akcióra, az egyiptomi csendőrséget küldték Sawakinba a brit, Baker pasa vezetésével. 1884. február 4-én Osman Digma El-Tebnél Baker seregét is megverte és körülzárta Tokar és Sinkat erődjét. A britek, hogy az Indiába vezető tengeri út biztonságához a Vörös-tenger partját megtartsák és hogy a Nílus mentén fenntartsanak egy Kartúmba vezető alternatív útvonalat, mégis csapatokat küldtek Sawakinba. Sawakin kormányzójává a Royal Navy (a királyi haditengerészet) főparancsnokát, Sir William Hewett, kelet-indiai admirálist nevezték ki. Vezetésével 1884. február 10-én tengerészek szálltak partra Sawakinnál. Két nappal később Hewett támogatására az indiai gyarmatról 5000 zömmel indiai katonája és más csapatok érkeztek Gerald Graham parancsnoksága alatt. Ezek részt vettek Egyiptom elfoglalásában és részben visszautazóban voltak Indiába. Graham február 29-én El-Tebnél megverte Osman Digna csapatait. 1884. március 13-án Tarnaiinél újra csatáztak és Osman Digna seregét elűzték. A tengerparti terület ezután angol-egyiptomi-indiai kézbe került és a brit csapatok elvonultak.
A mahdisták közben északnak fordultak és 1884. május 20-án elfoglalták Berbert. Ezzel elvágták Kartúm utánpótlását Egyiptom felől.

### Gordon pasa és Kartúm eleste
Ebben az időben Nagy-Britannia gyarmati erői főleg az Oroszországgal szembeni konfliktusban voltak lekötve. Az egyiptomi csapatok helyzete Szudánban kilátástalanná vált, ezért a Gladstone vezette brit kormány megparancsolta az egyiptomiaknak, hogy adják fel Szudánt. Ez kétségtelenül nehéz volt, mivel egyiptomi katonák, civil alkalmazottak és hozzátartozóik ezreit kellett Szudánból evakuálni. A brit kormány ezért megbízta Gordont, aki 1877 és 1880 között Szudán kormányzója volt, hogy Kartúmba menjen és szervezze onnan az evakuálást.

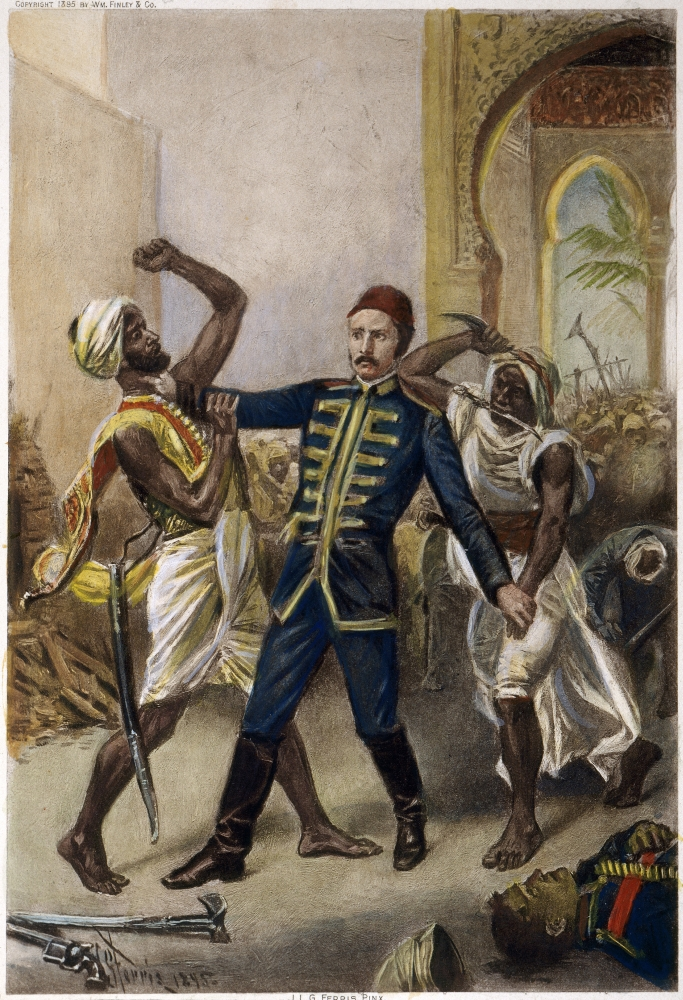
Jean Leon Gerome Ferris: Gordon pasa halála

Gordon 1884 januárjában indult el Kairóba. Ott új utasításokat kapott az egyiptomi főkonzultól, Evelyn Baringtől, és korlátlan meghatalmazású (végrehajtó hatalommal rendelkező) főkormányzóvá nevezték ki. Gordon 1884. február 18-án érte el Kartúmot és kb. 2500 nőt, gyermeket, beteget és sebesültet tudott Egyiptomba evakuálni, mielőtt a mahdisták március 18-án a várost bekerítették és megkezdték a tíz hónapig tartó ostromot. Gordon eleinte azt tervezte, hogy a befolyásos al-Zibayr Rahma-t teszi meg utódjának. De ezt a londoni kormány elutasította, aki nem akart Szudán élére állítani egy valamikori rabszolga-kereskedőt. Gordon megpróbálta Kartúm elfoglalását tárgyalások útján is megakadályozni. Felajánlotta Muhammad Ahmadnak, hogy Kordofán szultánjává teszi. De Muhammad Ahmad nem hagyta magát egy címmel megvásárolni, ami neki egy olyan terület felett jelentett volna hatalmat, amit már amúgy is ellenőrzött.
A brit kormány nem küldött felmentő sereget, mivel Szudánt fel akarta adni. Másrészről Gordont sem óhajtotta feláldozni, aki a hazájában ünnepelt nemzeti hős volt. A kormány ezért felszólította, hogy meneküljön. Erre Gordon azt felelte: „Itt a becsületemről van szó”. Gladstone végül engedett és Garnet Joseph Wolseley parancsnoksága alatt kiküldött egy sereget, az úgynevezett Gordon mentő expedíciót. Ez persze 1884 novembere előtt nem volt menetkész. A csapatok decemberben érték el Kortit. Mialatt a főerő William Earle (halála után Henry Brackenbury) vezérőrnagy és magának Wolseleynak a parancsnoksága alatt innentől a Níluson gőzhajókkal haladt előre, az úgynevezett „Camel Corps” Sir Herbert Steward vezetésével a közvetlenül a sivatagon keresztül masírozott. Steward 1884. december 30-án kezdte meg a menetelést Metemmeh felé, 185 mérföld a sivatagon át. A Kortiból Metemmehbe tartó menetelés alatt a „Camel Corps” 1885. január 17-én Abu Kleánál talált rá a mahdista seregre. Stewart 1500 emberével megverte a nála messze erősebb 10 000 fős mahdista hadat. 
Muhammad Ahmad, aki közben Kartúm ostromát vezette, erre elhatározta, hogy abbahagyja az ostromot, de tábornokai tanácsára megváltoztatta a véleményét. Kartúmban ugyanis a készletek kifogytak és a védők kimerültek. Mivel a brit csapatok közeledése a város felmentésével fenyegetett, a támadást 1885. január 26-ra tűzték ki. Steward közben Metemmeh felé nyomult előre és január 19-én Gubatnál támadták meg. Az ütközetben halálosan megsebesült és a parancsnokságot Sir Charles Wilsonnak adta át. Ő január 21-én érte el a Nílust és találkozott négy gőzhajóval, amiket Gordon küldött ki Kartúmból azzal a kéréssel, hogy hozzanak támogatást. Gordon január 14-i jelentésében közölte, hogy még 10 napig tudná tartani magát, ha nem érkeznének meg a brit csapatok.
A mahdisták tudtak a közelgő felmentő seregről. Január 26-án ezért 50 000 mahdista támadásba lendült. Az iszlám hadsereg bevárta a Nílus tavaszi áradásának visszavonulását és ezután támadta meg Kartúmot csónakokban a gyengén védett folyó felőli oldalon. Hajnali három óra körül törtek be a városba, Gordont a kormányzói palota lépcsőjén ölték meg. Gordon levágott fejét, mint győzelmi trófeát kitűzték a mahdista táborban. Wilson két nappal később érkezett meg Kartúmba Gordon két gőzösével, de csak azt tudta már megállapítani, hogy minden segítség elkésett. Kassala és Sannar is nemsokára elesett. 1885 őszén egy mahdista sereg Muhammed el-Kheir parancsnoksága alatt elérte az egyiptomi határt. 1885. december 30-án harcba bocsátkozott a Sir Frederick Stephenson vezette egyiptomi csapatokkal. Az egyiptomi hadsereg a brit csapatok támogatása nélkül itt vívta ki első győzelmét és megállította a mahdisták előnyomulását. A mahdista állam ezután megkezdte terjeszkedését dél felé.

### Harc a Vörös-tenger partján

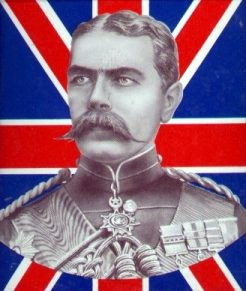
Horatio Herbert Kitchener

A Gordon megmentésére küldött brit csapatok vereségének elismerése óriási presztízsvesztést jelentett volna a brit birodalom számára. Azért, hogy ezt megakadályozzák és azért, hogy a mahdisták Egyiptom elleni támadásának gátat vessenek – amitől Wolseley a leginkább tartott – Graham tábornokot a Vörös-tengernél 13000 emberrel Osman Digna ellen vezényelték. Ezenkívül a tábornok feladata volt az előrenyomulás a Nílus mentés Barbaron túlra, továbbá egy vasútvonal megépítése Barbar és Sawakin között, hogy a két város közötti kapcsolatot biztosítani lehessen. Ennek a vasútnak kellett támogatnia a katonai előrenyomulást. A vasútvonal építésére a Lucas & Aird cég szerződött. De Szudán meghódítása a továbbiakban nem volt a brit politika célja. 30 kilométer megépítése után a vállalkozást feladták. Az oroszok felvonulása az afgán határon a brit csapatok kivonását követelte Szudánból. Nagy-Britannia a következő tíz évben felhagyott a kísérletekkel, hogy Szudánban előretörjön, tevékenysége néhány támaszpont megtartására korlátozódott. Csak Sawakin lett megerősítve az indiai gyarmati csapatokkal és Wadi Halfa az egyiptomi határ közelében maradt a britek által megszállva.
1886 augusztusában Kelet-Szudán főkormányzója és Sawakin parancsnoka Herbert Kitchener ezredes lett. 1887 végén Osman Digna újra megkísérelte az indiai-angol helyőrséget Sawakinból elűzni és megostromolta a várost. Kitchener katonái azonban megerősítették a támaszpontot, visszaverték az ostromot és ellentámadásba mentek át. Ezzel egyidőben az egyiptomi hadsereg parancsnokságát Sir Francis Grenfell, brit tábornok vette át, aki gyarmatokról (mint Indiából) származó erősítésekkel 1888. december 20-án legyőzte Osman Dignát. 1891. február 19-én Tokarnál Osman Digna ismét vereséget szenvedett, fel kellett adnia Tokart és visszavonult Atbarába.

## Az Omdurmani kalifátus
Harc az utódlásért
Kartúm eleste után Omdurman, amely a Nílus nyugati partján Kartúmmal szemben fekszik, lett Szudán új fővárosa. Az ostrom alatt itt volt a mahdisták főhadiszállása. Muhammad Ahmad itt halt meg 1885. június 22-én tisztázatlan körülmények között hirtelen. Halála után három általa kijelölt utód (kalifa)harcolt a hatalomért:
- veje, Mohammad al-Scharif, akit támogatták az asrafok, Muhammad Ahmad rokonai;
- Abdallahi ibn Muhammad, Muhammad Ahmad közeli bizalmasa, akit a Taasa-Baggara törzs támogatott;
- Ali wad Hilo, aki Muhammad Ahmad jámbor követőinek képviselője volt, akik a mahdista tanok miatt csatlakoztak a mozgalomhoz. Ő nem rendelkezett saját haderővel.

Az asrafokat, Muhammed Khalid, Dárfúr helytartója nyerte meg magának, aki seregével Omdurman ellen vonult. Abdallahi saját haderejét küldte ellene és Mohammed Khalidot sikerült elfognia. Abdallahi Karúmot, az asrafok fellegvárát feladta, és mint a vidék kormányzója saját kíséretét vetette be. 1889-ben majdnem bekövetkezett az asrafok felkelése, amit Ali wad Hilonak sikerült megakadályozni, aki a kalifák közötti kiegyezést kereste és közvetített közöttük. A hatalmi harc 1892 márciusában ért véget, amikor Abdallahi ibn Muhammad Mohammed al-Scharifot elfogatta, a hatalmat magához ragadta és egyedüli kalifa lett.

## A mahdista állam

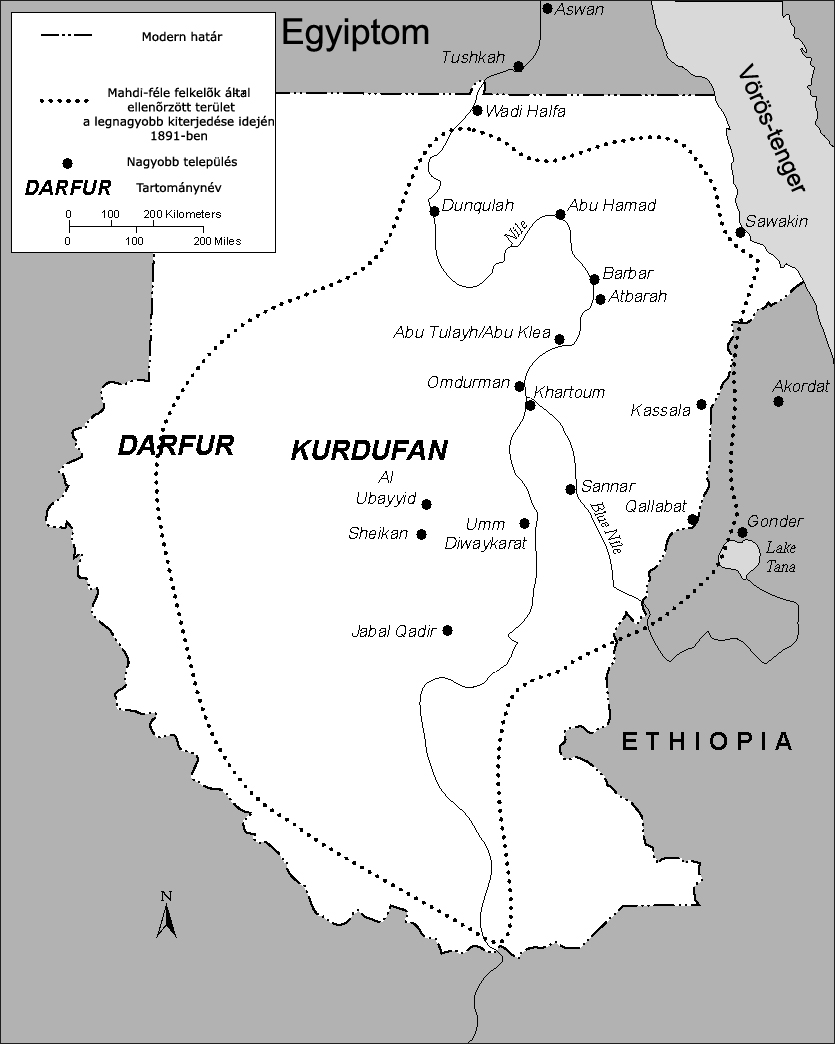
A Mahdista állam térképe

Abdallah ibn Muhammednek sikerült az egész területet a nyugati Dárfúr tartomány és a keleti Sawakin között (Sawakin várost kivéve, amelyben egy brit garnizon volt), illetve az északi Dungula és a déli Bahr al-Ghazal között ellenőrzése alá vonnia.
Omdurmán fővárossal jött létre a mahdista állam, amelyben a hagyományos muszlim politikai rendszert igyekeztek ötvözni a brit kormányzás hasznosíthatónak ítélt elemeivel. Az állam élén a kalifa állt. 

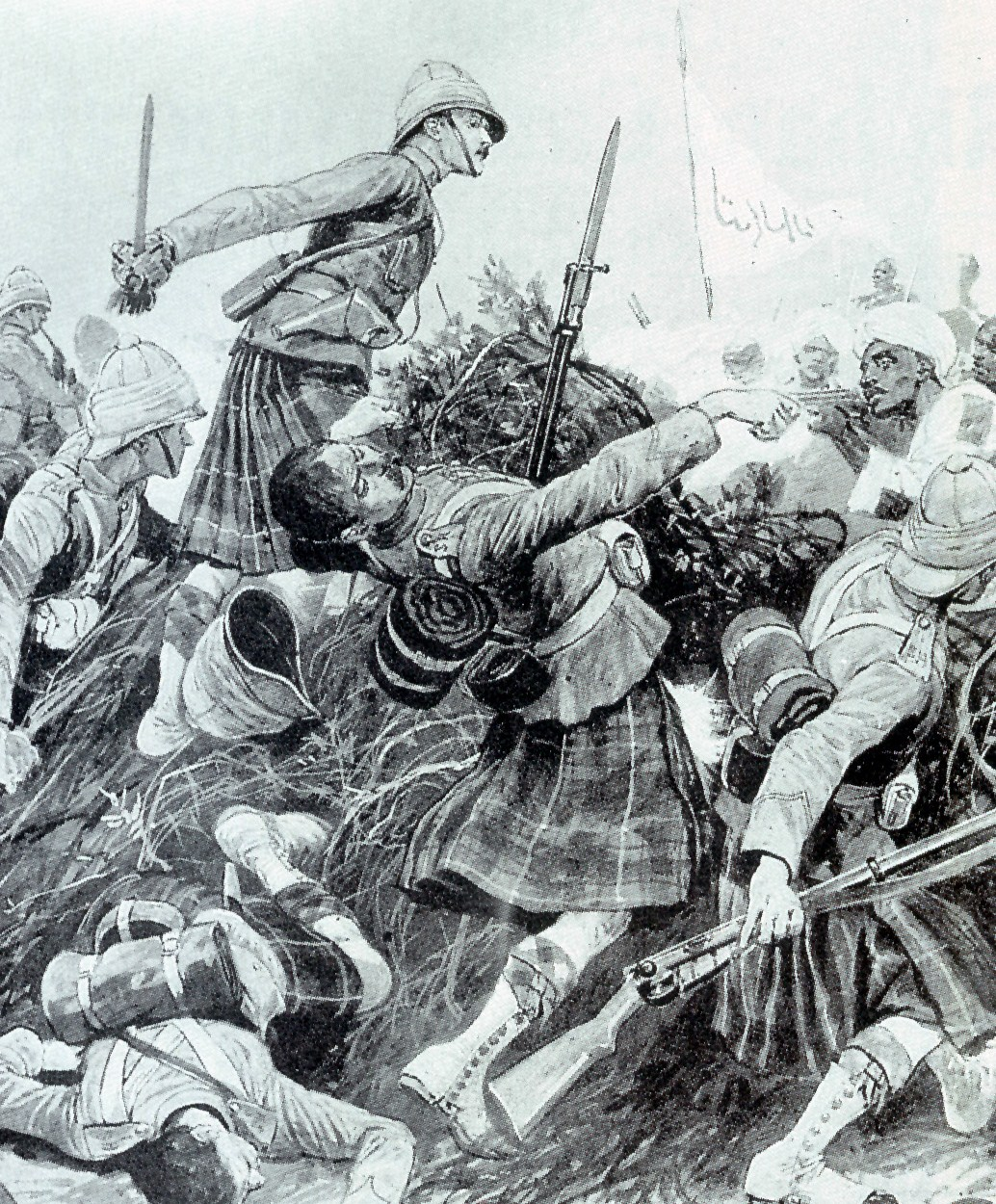
1898. április 8-án az Atbara folyó mellett az angolok fontos győzelmet vívtak ki Mahdi serege ellen

Az új állam törekedett az önellátásra, az ipar fejlesztésére állami manufaktúrákat létesítettek. Az iskolarendszer az iszlám vallási iskolákra (khalva), az ítélkezés az iszlám vallásjogra (saría) épült. Állami irattárat és pénzverdét is létrehoztak. A rabszolgakereskedelmet újra megengedték. Csupán a rabszolgák exportját tiltották. Mivel a mahdista hadseregben sok rabszolga szolgált, az exporttilalom oka főként az volt, hogy megakadályozzák a hadsereg meggyengülését. A dzsibbának a viselését már Muhammad Ahmad kötelezővé tette.
Ez lett a mahdisták egyenruhája. A Mahdi ezzel az első győzelmek után a költekezési hajlam elterjedését akarta a követői között megelőzni. A dzsibba egy térdig érő, fehér ingből, bokáig érő nadrágból és egy turbánból állt. A lyukakat színes foltokkal javították ki. Abdullahi kalifa alatt a Mahdi-mozgalom elvilágiasodott. A mahdisták ugyan visszatértek az egyiptomi megszállás előtti, eredeti, misztikus iszlám vallásgyakorlathoz, a sahada, az iszlám hitismeret kibővült egy formulával, ami a Mahdit az imába foglalta. A hadzs, az iszlám zarándoklat Mekkába, a Mahdi sírjához történő utazással lett pótolható.
A mahdisták fenntartottak egy gőzhajókból álló folyami flottillát, a fegyvergyártáshoz egy manufaktúra-rendszert és egy távíróhálózatot. De összességében az ország a gazdasági hanyatlástól szenvedett. Emiatt, és a mahdista uralom közepén bekövetkezett éhínség miatt a lakosság ebben az időben erősen fogyatkozott.

### A mahdista hadsereg
A mahdista hadsereg 800-1200 fős, erős egységekből szerveződött. Minden egység három harci alakulatból, lándzsásokból, lövészekből és lovasokból és egy adminisztratív egységből állt.
A Mahdi-felkelést főleg két csoport támogatta: a baggarák voltak a legfontosabb csatlakozók. Ők öltöztek dzsibbába. A másik fontos csoport volt a bedsák. Ezek több törzsre oszlottak. Ezek közül az egyik a hadendoa volt. Nomádok, akik a Vörös-tenger szudáni partvidékén élnek. A hadendoák hosszú, göndör hajat hordtak, amit vajjal kentek be és feltűnő hajviseletük miatt „fuzzi wuzzi”-nak hívták őket. Osman Digna is hadendoa volt.
A Mahdi-felkelés kezdetén a mahdista harcosok túlnyomó része csak hosszú lándzsával, széles fa pajzzsal, karddal és tőrrel volt felfegyverkezve, maradékuk használt csak lőfegyvert, amelyek kizárólag vagy kétszáz éves, elől tölthető, zömében török kovapuskák voltak, melyeknek hatékonysága igen csekély volt. A hadjárat során kb. 21 000 lőfegyvert zsákmányoltak az egyiptomi hadseregtől, egyéb fegyvereket később zsákmányoltak, illetve vásároltak is különböző úton, lehetőség szerint (többnyire illegális fegyverkereskedőktől). A végén a mahdista sereg 11 tüzérüteg felett rendelkezett, ütegenként 6 ágyúval. A 156 tüzér az egyiptomi hadseregben kapott kiképzést.

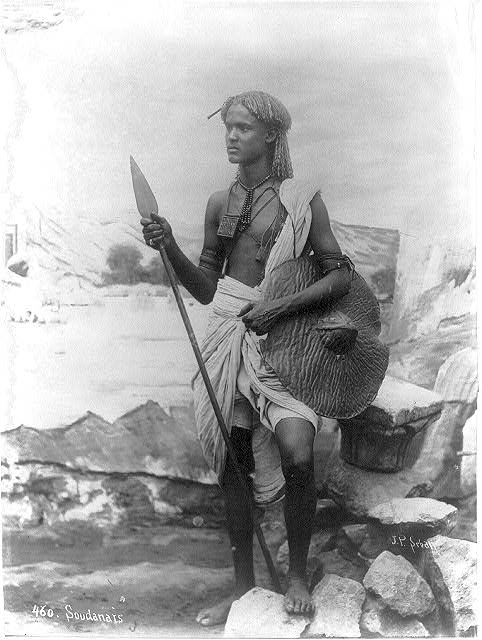
Szudáni hadendoa lándzsás

A hadsereg elhelyezkedése és szervezete 1896 körül:
Omdurmanban: 15 000 lövész, 45 000 lándzsás, 3500 lovas, 46 ágyú
az egyiptomi határnál: 4600 lövész, 8000 lándzsás, 1200 lovas, 18 ágyú
Kelet-Szudánban: 6900 lövész, 1100 lándzsás, 2150 lovas, 4 ágyú
Nyugat-Szudánban: 6000 lövész, 2500 lándzsás, 350 lovas, 4 ágyú
Dél-Szudánban: 1800 lövész, 4500 lándzsás. 3 ágyú

### Felkelések nyugaton
A Mahdi utódai között kirobbant hatalmi vetélkedésben az egyiptomiak által eltávolított Muhammed Khalid fur-szultán családja mint szövetséges került újra bevetésre. Muhammed Khalid fogságba esése után Jussuf Ibrahim fur-szultán a függetlenséget követelte. Abdullahi Osmad Adamot, Kordofan kormányzóját küldte ki, aki két csatában legyőzte a felkelőket. Jussuf Ibrahim a Marra-hegységbe vonult vissza, ahol megölték. Testvérét, Abu Kairatot kiáltották ki ezután Dárfúr szultánjává.
Nyugat-Szudánban Ahmed Abu Jummaisa nyilvánította magát az új Mahdinak a mahdisták között terjedő elvilágiasodás elleni harcban. Szövetségre lépett Abu Kairat fur-szultánnal. Abdullahi újra sereget küldött Osman Adam vezetésével. 1889. február 22-én El Fascher mellett került sor az összecsapásra. Ahmed Abu Jummaisa himlőben megbetegedve, haldoklott, már nem tudta a hozzá csatlakozottakat inspirálni. A felkelést leverték.

### Háború Etiópia ellen

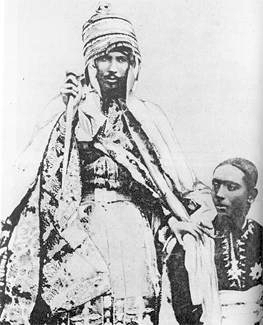
IV.János, etióp császár

IV. János, a keresztény etióp császár a szudáni garnizonok evakuálásakor a szudáni-egyiptomi határnál segítette a briteket és az egyiptomiakat. Ezért már 1885-ben harcok törtek ki a mahdisták és az etiópok között. A mahdisták végül 1886-ban elfoglalták az etióp határ mellett fekvő Gallabatot. 1887-ben az egykori etióp főváros, Gonder helytartója, Ras Adar támadta meg Gallabatot és lerombolta a várost. Az ezután következő mahdista ellentámadások és a kalifa békekötési ajánlata eredménytelen maradt. A kalifa 1887. július 31-én Omdurmanban Abu Angia főparancsnoksága mellett egy nagy seregszemlét tartott és az ott részt vevő csapatokat küldte harcba az abesszínok ellen. A 100 000 fős had betört Etiópiába. Debra Sin mellett került sor csatára 200 000 etióp ellen. Abu Angia győzött, elfoglalta Gondert és kifosztotta. Ezek után Abdullahi kalifa utasította el a császár békeajánlatát. Ezért IV. János lemondott arról, hogy Kartúm ellen vonuljon. 1889 márciusában az etiópok császáruk vezetésével megtámadták Szudánt. 1888 májusában a mahdisták sikeres parancsnoka, Abu Angia meghalt. Halála után a kalifa a fővezérséget megosztotta négy emír között. Gallabatnál Zaki Tamal lett a parancsnok. Március 9-én került sor az úgynevezett Metemma-Gallabat-i csatára. 150 000 etióp támadott 80 000 mahdistát. Az etiópok veresége már akkor előreláthatóvá vált, amikor egy eltévedt golyó eltalálta a császárt. Az etióp csapatok erre visszavonultak. Zaki Tamal március 11-én üldözőbe vette őket és az Atbara folyónál került sor egy második ütközetre, melyben az etiópokat a vízbe szorították és a császár holtteste a mahdisták kezére jutott. 
A háború ezzel véget ért, mivel a kalifának nem volt elég katonai ereje a győzelmet kihasználni. Az új etióp császár, II. Menelik ajánlatot tett egy szövetségre az európaiak ellen, de ezt a kalifa elutasította.

### Támadás Egyiptom ellen
Az El Fascher-i és Metemma-i csaták után a kalifa hatalma tetőpontján állt. Minden belső és külső ellensége felett diadalmaskodott, az ál-Mahdi is halott volt. Abdallahi most elég erősnek érezte magát, hogy a Mahdi eredeti ötletét, az Egyiptom elleni szent háborút felkarolja. Már 1887 áprilisában leveleket küldött Viktória brit királynőnek, II. Abdul-Hamid oszmán szultánnak és az egyiptomi alkirálynak, Tawfiqnak, melyekben azt követelte, hogy hódoljanak be neki.
1889. júniusban a haderő Abd ar Rahman an Nujumi vezetésével Wadi Halfa felé masírozott. A hadakkal, amelyeket Abdullahi Fur-Szultán és IV. János császár ellen küldött ez a sereg természetesen nem volt összehasonlítható. Már július 2-án Wadi Halfa közelében Wodehouse ezredestől vereséget szenvedtek. Egyidejűleg a szudáni határnál a parancsnokságot a szirdár, Grenfell tábornok maga vette át a parancsnokságot és Toskinál, Abu Szimbel közelében egyesítette a csapatait. Augusztus 3-án itt került sor a következő csatára. Az ötórás küzdelem után Abd ar Rahman an Nujumi és legtöbb emírje, valamint 1200 katona halott volt, 4000 ember esett fogságba és a mahdista haderő gyakorlatilag megsemmisült. A kalifa terjeszkedési törekvései észak felé ezzel szertefoszlottak.

## A mahdista mozgalom vége

### A gyarmatosító hatalmak érdekei
Már IV. János császár halála után Olaszországnak sikerült megvetnie a lábát Eritreában. 1893-ban Akordatnál visszaverték a kalifa támadását, ami a mahdisták visszavonulását eredményezte Etiópiából. Az ellentámadással az olaszok offenzívát indítottak Kassala, a legjelentősebb kelet-szudáni település ellen, s a várost 1894 júliusában elfoglalták.
Franciaország 1882-ben elszalasztotta a részvételt Egyiptom elfoglalásában, s így elveszítette a korábbi jelentős befolyását a régióban, szemben az angolok növekvő térnyerésével. 1893. január 20-án nyilvánosságra hozták Victor Promt francia tudós ötletét egy duzzasztógát létesítéséről Fasoda közelében, amivel befolyásolni tudják a Nílus vízállását és így megakadályoznák Egyiptomban az árvizeket és az aszályt. E célból Jean-Baptiste Marchand vezetésével expedíció indult Brazzaville-ből Fasodába.
II. Lipót belga király a Kongó-medencében szállt meg területeket és a szudáni határnál építette ki támaszpontjait. 1896-ban a „Force Publique” egy 30 000 fős egysége vonult be Dél-Szudánba Dhanis báró parancsnoksága alatt, hogy Equatoriát a Kongói Szabadállamhoz csatolja. A katonák azonban fellázadtak és legtöbb belga tisztjüket megölték.
A többi gyarmatosító ország nyomására megváltozott Nagy-Britannia helyzete. Ráadásul 1895-ben Londonban kormányváltás történt. A lord Salisbury vezette konzervatív párt, amely már korábban is egy keményebb fellépést sürgetett Szudánban, váltotta a liberális pártot a hatalomban. Amíg a liberálisok politikája eddig az egyiptomi határnak, valamint Sawakin kikötőjének birtoklásával az Indiába vezető tengeri útvonalnak a biztosítására korlátozódott, most megkezdődött a versenyfutás Afrikáért. A Helgoland–Zanzibár-egyezménnyel Nagy-Britannia megkapta a lehetőséget, hogy a többi gyarmatosító ország Ugandából Szudánba irányuló expanziójának megálljt parancsoljon. A britek féltek egy francia, etióp, mahdista koalíciótól. Az olaszok veresége az adwai csatában ugyanis komoly, az etióp helyzetből fakadó, veszélyt jelentett számukra. Nem utolsósorban a közhangulat alakulása Nagy-Britanniában vezetett oda, hogy a brit kormány 1896-ban eldöntötte a mahdista állam megtámadását. Gordon halála után a hangulat a kalifa ellen fordult, mivel az anglo-egyiptomi hírszolgálat vezetője, Francis Reginald Wingate nyilvánosságra hozta a Slatin és Josef Ohrwalder páter jelentését, amelyből az európai közvélemény értesült a Szudánban folyó rabszolga-kereskedelemről.

### A szudáni hadjárat
Horatio Herbert Kitchener már 1890 óta, amikor is az egyiptomi hadsereg szerdárjává nevezték ki, Szudán visszafoglalásának előkészítésén dolgozott. Végül is az angol-egyiptomi-nílusi expedíciós sereg 1896-ban indult Észak-Szudán elfoglalására Kitchener főparancsnoklatával. A támadó erő kezdetben egy Archibald Hunter vezette egyiptomi divízióból és egy brit brigádból állt, aminek William Forbes Gatacre volt a parancsnoka. Az úgynevezett Dongola-hadjáratban 1896. június 7-én került sor a firketi ütközetre és szeptember 23-án elesett Dongola is. Miután a hosszú utánpótlási útvonalak problémáját a Nílus kanyarulatában Wadi Halfától Abu Hamedig vezető 350 km hosszú vasútvonal megépítésével megoldották, az angol-egyiptomi hadsereg folytatni tudta az előnyomulást. 1897-től 1898-ig folytatták a nílusi hadjáratot tovább délre. A kalifa csapatait unokaöccse, Mahmud Ahmed és Osman Digna vezetésével a támadók ellen vezényelte. Kitchener csapatainak 1898. április 8-án sikerült az ellentámadást Atbaránál meghiusítani és 1898. szeptember 1-jén a főerők 11 km-re északra álltak a mahdista fővárossal, Omdurmánnal szemben.

### Az omdurmani csata

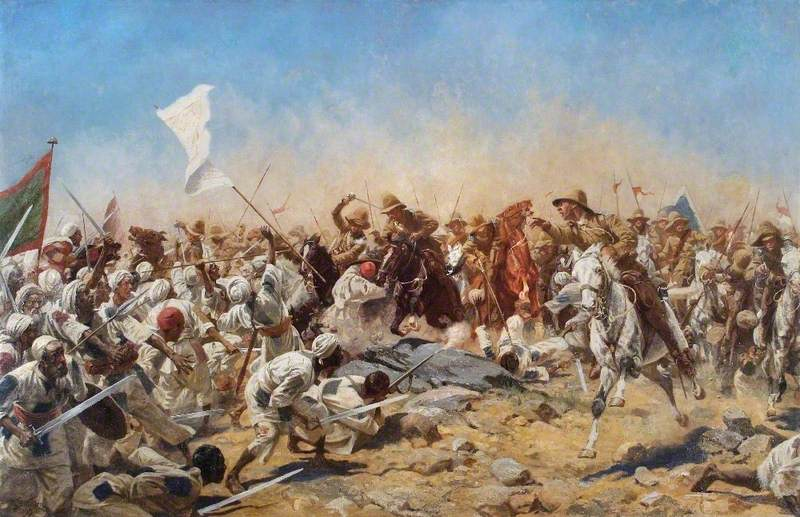
Az omdurmani csata

A csatában Kitchener hadserege 8200 brit és 17600 egyiptomi, illetve szudáni, sőt indiai katonával vett részt. A sereg egy egyiptomi és egy brit divízióra lett kettéválasztva. Ezen túlmenően a szirdar 10 ágyúnaszáddal is rendelkezett. A mahdista sereg kb. 50000 főt számlált és maga a kalifa vezette. Az ágyúnaszádok már a csata előtt lőtték Omdurmant, s ennek során megsérült Muhammad Ahmad sírja is. 1898. szeptember 2-án 6:30 körül kezdődött a mahdisták támadása, amit az angol-egyiptomi ágyúk, Maxim-géppuskák és puskák tüzelése megállított. Kitchener csapatai ellentámadásba mentek át és teljes győzelmet arattak. Kitchener elfoglalta Omdurmant és a lerombolt Kartúmot, melyet aztán újjáépített. A mahdisták délre menekültek, ahol 1899-ig ellenőrzésük alatt tartották a Dárfúrtól az etióp határig terjedő területet. 1899 októberében indította meg 8000 katonáját Francis Reginald Wingate vezényletével, hogy Abdallahi ibn Muhammadot végérvényesen leverje. Az Umm Diwaykarat-i ütközetben Kordofan tartományban Abdallahi ibn Muhammad elesett. A mahdisták egyedüli vezetője, aki még ellenállt Osman Digna volt. Őt csak 1900-ban fogták el és 1926-ig élt egyiptomi fogságban.

## A Mahdi-felkelés jelentősége

### A felkelés következményei Szudánban
Az omdurmani csata után Szudán nem került vissza Egyiptomhoz, hanem mint Angol-Egyiptomi Kondominium lett újjáalapítva az államszervezet. Az Angol-Egyiptomi Kondominium 1899-től 1956-ig állt fenn. Mivel Egyiptom is brit ellenőrzés alatt állt, Szudán de facto brit gyarmat volt. Egyiptom Szudánt ugyan továbbra is magának követelte, de a kondominiumban csupán a fiatalabb partner szerepét kapta. A szudáni államigazgatást brit tisztviselők ellenőrizték, egyiptomiak legfeljebb a középvezetői szinteken voltak találhatók. A kondominiumot mindig a brit főkormányzó igazgatta. Az első főkormányzó Lord Kitchener volt.

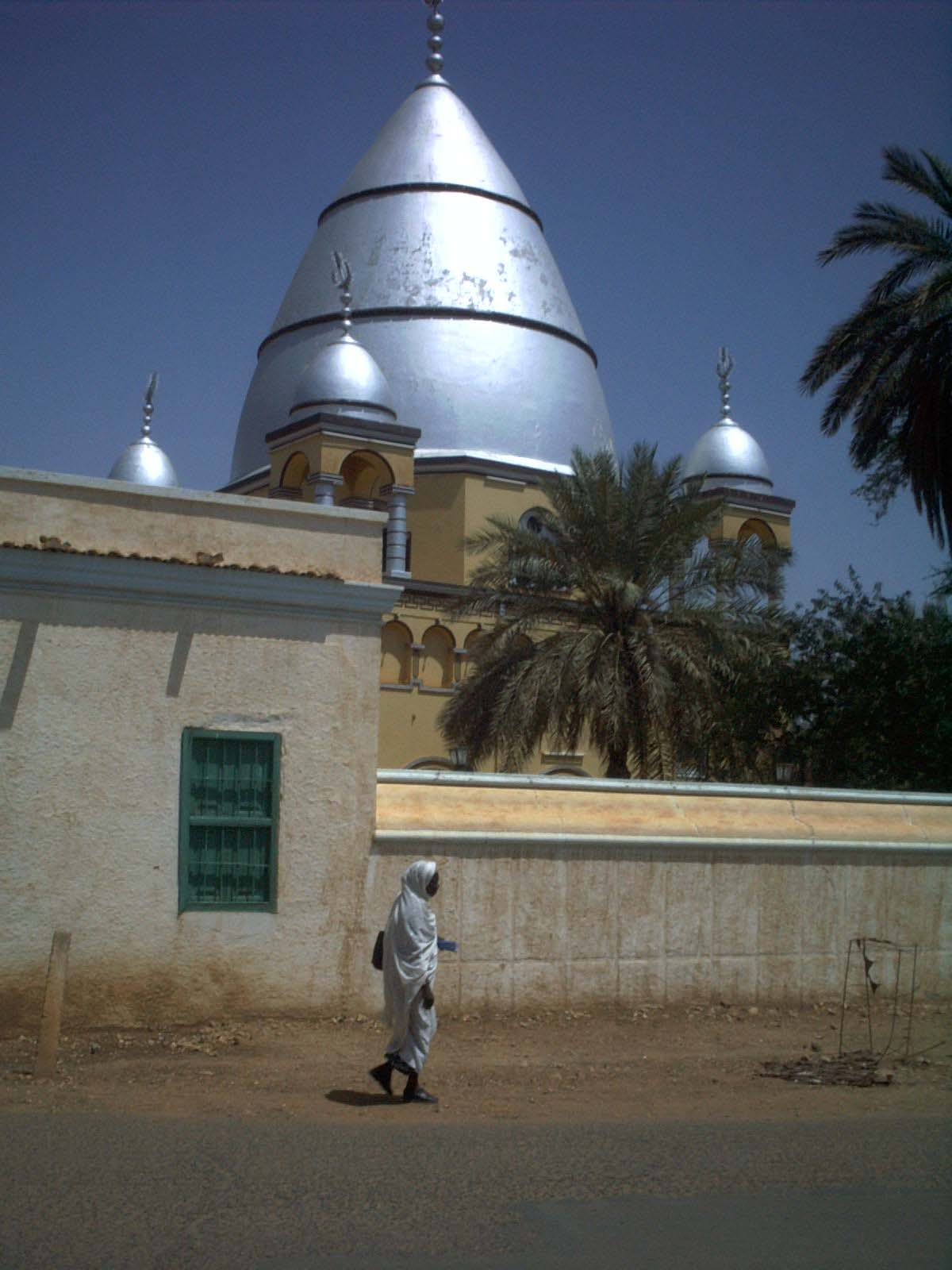
Muhammad Ahmad sírja

Muhammad Ahmad által alapított mozgalom a Szudánban ma található vallási fundamentalizmus elődjének tekinthető. Mint politikai mozgalom az egyiptomi megszállás hátterében és ennek az uralomnak a bukásából nőtt ki és gyorsan meghódította az egész országot. A Mahdi-felkelés volt az első sikeresen felkelés a gyarmatosítás ellen Afrikában. Szudánban ezért Muhammad Ahmadot a függetlenség atyjaként (arabul: Abu I'Istiklal) tisztelik. Ahogy már a kalifátus idejében is, sírja ma is zarándokhely. Az általa alapított mozgalomnak a mai Szudánban kb. 3 millió követője van. Élete végén és mindenekelőtt utódja, Abdallahi ibn Muhammad kalifa alatt a birodalom egyre inkább elvilágiasodott és katonai diktatúrává vált. A mahdista állam gyarmatosította a nem muzulmán négerek területeit délen. A dzsihádban ezeket a területeket leigázták és tűzzel-vassal iszlamizálták, amely gyakorlatot Szudánban még a 20. század végéig kellett elszenvednie a nubáknak. A leigázott területeken újra bevezették a rabszolgakereskedelmet, ami ellen a brit kormányzók korábban küzdöttek. A rabszolgává tett férfiakat a mahdista hadseregbe sorozták be, a nők a háremekbe kerültek. 2011-ben ezekből a leigázott területekből jött létre Afrika új állama Dél-Szudán, amelynek kiválását egy hosszas és véres, etnikai tisztogatásokkal és keresztényirtással is tarkított polgárháború előzte meg.

### Következmények a gyarmatosító országokban

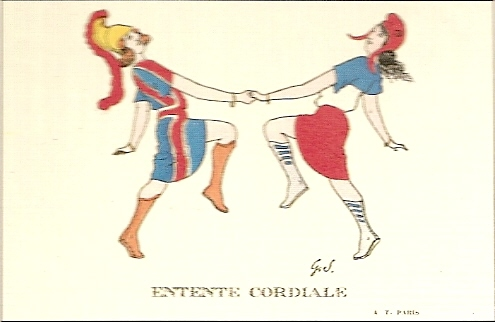
Entente cordiale

A Mahdi-felkelésig Eritrea és Szomália az Egyiptomi Oszmán Alkirálysághoz tartozott. A felkelés miatt a kapcsolat ezekkel a területekkel megszűnt, de az európai gyarmatosító hatalmaknak a felkelés folyamán sikerült ezeket az országokat elfoglalnia. 1884-ben a britek megalapították Brit-Szomáliát. 1892-ben Franciaország elfoglalta Brit-Szomáliában Dzsibuti környékét, melyet 1896-ban Francia Szomáliföld néven gyarmatává nyilvánított. 1890-ben Eritrea olasz gyarmat lett. Az Eritrea feletti egyiptomi uralom megdöntése után a Mahdi-felkelés miatt 1882-ben Assab és 1885-ben Maszava került olasz megszállás alá és ezzel provokálta ki Olaszország az első háborút Etiópia ellen. Amiatt, hogy Etiópia a mahdisták elleni háborúban meggyengült, az európai gyarmatosító hatalmak itt akadálytalanul tudtak terjeszkedni.
A Mahdi-felkelés leverésekor tört ki Nagy-Britannia és Franciaország között a fashodai incidens, mivel a két hatalom nem tudott megegyezni a Szudánban elfoglalt területekről. A tárgyalásokon később Franciaország engedményt tett és a Szudán-szerződésben ezt követően mindkét fél korlátozta mindenkori érdekei érvényesítését. A Szudán-szerződés aztán a közvetlen kiváltó oka lett az első marokkói válságnak.
A Fashoda-krízis békés lezárása az 1904. évi Entente cordiale előfeltételének tekinthető, amely kialakította az I. világháború szövetségi struktúráját. A britek érvelése a tárgyalások során az volt, hogy ők Szudánban az egyiptomi kormány képviselőjeként lépnek fel. Ez okból Szudán a válság békés elintézése után nem tagozódott be a brit gyarmatok sorába, hanem Angol–Egyiptomi Kondomínium lett.

## Az események időrendje
- 1881
  - a Mahdi június 29-én írásban tájékoztatja az egyiptomi kormányt a küldetéséről
- 1883
  - január 19. – a mahdisták 4 hónapi ostrom után elfoglalják El Obeid tartományi fővárost
  - november 3. – az angol-egyiptomi hadsereg megsemmisítése az El-Obeid-i csatában
  - december 23. – Slatin pasa kormányzó kapitulál Dárfúrban
- 1884
  - február 4. – az 1.El Teb-i csata
  - február 29. – a 2.El Teb-i csata
  - március 13. – a Tamaii melletti csata
- 1885
  - január 17. – az Abu Klea-i csata
  - január 26. – a mahdisták elfoglalják Kartúmot; Gordon pasa halála
  - június 22. – a Mahdi halála
- 1889
  - február 22. – az El Faser-i ütközetben a mahdisták legyőzik Abu Kairat Fur-szultánt és a vele szövetséges Ahmed Abu Jummaisa-t
  - március 9. – meghal IV.János etióp császár a mahdisták elleni harcban a Metemmai csatában
  - augusztus 3. – brit győzelem Toskinál
- 1891
  - február 19. – Osman Digna veresége Tokarnál
- 1896
  - szeptember 23. – angol-egyiptomi csapatok beveszik Dongolat.
- 1898
  - április 8. – ütközet Atbara mellett
  - szeptember 2. – a mahdisták veresége az omdurmani csatában
- 1899
  - november 24. – a kalifa halála az Umm Diwaykarat-i csatában